# بيندو (ممثلة)
بيندو (مواليد 17 أبريل 1951) ممثلة سينمائية هندية حظيت بشعبية كبيرة خلال فترة عقد 1970 ، تلقت العديد من الترشيحات للجوائز. عملت في أكثر من 160 فيلما في مهنة امتدت أربعة عقود، تذكر كثيرا لدورها في دور شابنام في كاتي باتانج (1970) ولأفلامها أمام بريم شوبرا.

## روابط خارجية
- بيندو على موقع IMDb (الإنجليزية)
- بيندو على موقع ألو سيني (الفرنسية)
- بيندو على موقع أول موفي (الإنجليزية)
- بيندو على موقع قاعدة بيانات الفيلم (الإنجليزية)
- بيندو على موقع كينوبويسك (الروسية)